# Эстетические отношения искусства к действительности
Эстетические отношения искусства к действительности — магистерская диссертация русского писателя, критика и философа Николая Гавриловича Чернышевского, написанная в 1853 году. Диссертация является одним из наиболее значимых философско-эстетических сочинений Чернышевского.

## Публикация
Впервые напечатана в типографии Петербургского университета 3 мая 1855 года, а защищена 10 мая 1855 года. После защиты диссертации Чернышевский так и не был удостоен степени магистра русской словесности. Однако через три с половиной года спустя он все же был утвержден министром просвещения Е. П. Ковалевским в звании магистра.

## Содержание
В своей работе Чернышевский рассматривает одни из центральных вопросов эстетики — о сущности прекрасного, назначении искусства и соотношении прекрасного в искусстве и в жизни. Автор ставит задачу выработать новую концепцию эстетического мышления, в которой действительность будет являться источником прекрасного в искусстве. Он выводит формулу «прекрасное есть жизнь», в которой формулирует основное положение своего взгляда на искусство: «Из определения „прекрасное есть жизнь“ будет следовать, что истинная, величайшая красота есть именно красота, встречаемая человеком в мире действительности, а не красота, создаваемая искусством». 
Чернышевский считает, что творчество соединяет мысль и образ. Это способ объяснить и познать действительность, произнести «приговор над ней». Эстетическая концепция Чернышевского недооценивает самостоятельность творческой мысли художника. В связи с чем выводится формула: «создание искусства» всегда «ниже прекрасного в действительности».

## Критика
Крупнейшие русские писатели, такие, как Л. Толстой, Ф. Достоевский, И. Тургенев, были не согласны с новой концепцией Чернышевского. Однако диссертация сильно повлияла на передвижников и демократических писателей XIX века. В. Соловьёв высоко ценил эстетические работы Чернышевского, рассматривая их как начало положительной эстетики.
Положительно её оценивал впоследствии А. Ф. Лосев.